# Desperately insensitive
Desperately Insensitive è il terzo album del gruppo musicale grindcore italiano Cripple Bastards. È stato pubblicato nel 2003 dalla Necropolis Records per il mercato statunitense e dalla Century Media Records per quello europeo.

## Descrizione
Il disco è stato registrato nell'aprile 2002 al Nadir Studio di Genova, di proprietà del chitarrista e tastierista dei Sadist Tommy Talamanca. Quest'ultimo ha lavorato all'album come tecnico del suono. Desperately Insensitive è caratterizzato da una presenza più frequente di canzoni con testo in inglese e da una riduzione della vena hardcore presente nelle sonorità classiche della band. Questo disco ha un'importanza fondamentale, perché ha aperto le porte dei CB verso concreti orizzonti internazionali e verso una notevole considerazione anche nella scena brutal death metal dove prima erano quasi ignorati.

## Tracce
1. Fear in the squats of the dead
2. When immunities fall
3. Cardboard
4. Intravenous love-drip
5. Odio a prima vista
6. Bomb ABC No Rio
7. The mushroom diarrhoea
8. Rak ne prestaje
9. Get out and bite them
10. Desperately insensitive
11. Me & her in a microcosm of torture
12. Jurisdictions
13. Time of the vultures
14. Idiots think slower
15. I hate her
16. Inside out
17. Being ripped off in 2002
18. Respect or death
19. Partner della convenienza

## Formazione
- Giulio the Bastard - voce
- Der Kommissar - chitarra
- Schintu the Wretched - basso
- Al Mazzotti - batteria